# Italo Raguzzi
Italo Raguzzi (Verona, 19 giugno 1913 – ...) è stato un calciatore italiano, di ruolo centrocampista.

## Carriera
Debutta in Serie B nella stagione 1929-1930 con il Verona, con cui disputa sette campionati cadetti per un totale di 60 presenze e 7 gol.
Dopo aver militato nell'Atalanta, con cui il 25 dicembre 1936 disputa la partita persa per 4-0 contro il Livorno valevole per la Coppa Italia 1936-1937, gioca in Serie C con l'Audace San Michele.